# راينر هينكل
راينر هينكل (بالألمانية: Rainer Henkel)‏ هو سباح ألماني، ولد في 27 فبراير 1964 في ليفركوزن في ألمانيا.

## روابط خارجية
- راينر هينكل على موقع الاتحاد الدولي للسباحة (الإنجليزية)
- راينر هينكل على موقع أوليمبيديا (الإنجليزية)